# Николаевский сельсовет (Туймазинский район)
Николаевский сельсовет — муниципальное образование в Туймазинском районе Башкортостана.
Административный центр — село Николаевка.

## История
Согласно «Закону о границах, статусе и административных центрах муниципальных образований в Республике Башкортостан» имеет статус сельского поселения.

## Население
| 2002  | 2009  | 2010  | 2012  | 2013  | 2014  | 2015  |
| ----- | ----- | ----- | ----- | ----- | ----- | ----- |
| 2164  | ↘2113 | ↗2196 | ↗2198 | ↘2189 | ↗2212 | ↘2175 |
| 2016  | 2017  | 2018  |       |       |       |       |
| ↘2140 | ↘2117 | ↘2116 |       |       |       |       |

## Состав сельского поселения
| №  | Населённый пункт | Тип населённого пункта       | Население |
| -- | ---------------- | ---------------------------- | --------- |
| 1  | Николаевка       | село, административный центр | ↗724      |
| 2  | Кандрыкуль       | село                         | ↗547      |
| 3  | Кендектамак      | село                         | ↗475      |
| 4  | Константиновка   | село                         | ↗140      |
| 5  | Кандры-Тюмекеево | деревня                      | ↗135      |
| 6  | Айтактамак       | деревня                      | ↗76       |
| 7  | Мустафино        | деревня                      | ↗73       |
| 8  | Новосуккулово    | деревня                      | ↗18       |
| 9  | Ольховка         | деревня                      | ↘8        |
| 10 | Знаменка         | деревня                      | ↘0        |

## Известные уроженцы
- Лысенков, Алексей Максимович (19 сентября 1916 — 19 марта 1945) — командир батареи самоходной артиллерийской установки (САУ) 1458-го самоходного артиллерийского полка 5-го гвардейского танкового корпуса 6-й танковой армии 2-го Украинского фронта, младший лейтенант, Герой Советского Союза (1944)[17].
- Нафиков, Галимьян Харисович (6 декабря 1938 — 28 июля 2011) — строитель, начальник управления КМСУ-3 треста "Нефтепроводмонтаж", Герой Социалистического Труда (1973)[18][19].